# Eupithecia connexa
Eupithecia connexa es una especie de polilla de la familia Geometridae. La especie fue descrita por primera vez por William Warren habiendo sido descrita en 1899, con distribución en África. El sintipo de la especie fue descrita en los alrededores de Unyoro, en el sector Fovira.